# Heleia muelleri
El anteojitos de Timor (Heleia muelleri) es una especie de ave paseriforme de la familia Zosteropidae natural de Timor.

## Distribución geográfica yhábitat
Es endémica de Timor y algunas islas e islotes adyacentes, como Semau y Jaco (Indonesia y Timor Oriental). Sus hábitats naturales son los bosques bajos húmedos tropicales o subtropicales y los bosques montanos húmedos tropicales o subtropicales. Se encuentra amenazada por la pérdida de su hábitat natural.